# Nieman-Nowyj
Nieman-Nowyj (ros. Неман-Новый) – towarowa stacja kolejowa w miejscowości Nieman, w rejonie niemańskim, w obwodzie królewieckim, w Rosji. Obecnie jest stacją krańcową linii z Sowiecka. W przeszłości linia biegła dalej do Stołupian.

## Historia
Stacja powstała w XIX w., gdy te tereny należały do Niemiec. Nosiła wówczas nazwę Ragnit (pol. Ragneta).